# Gonzalo Cayo
Gonzalo Cayo (Ica, Perú; 25 de noviembre de 1950) es un exfutbolista peruano. Desempeñó como defensa en solo clubes del Perú.

## Trayectoria
Se inició en el Club Octavio Espinosa de su ciudad natal Ica, donde es muy querido y recordado. Luego continuó en el Club Deportivo Walter Ormeño aunque con poca participación para luego pasar al Club Juan Aurich durante dos años y al Club Atlético Chalaco, con el cual logró el subcampeonato nacional en el Campeonato Descentralizado 1979.

## Clubes
| Club                         | País | Temporada |
| ---------------------------- | ---- | --------- |
| Club Octavio Espinosa        | Perú | 1972-1974 |
| Club Deportivo Walter Ormeño | Perú | 1974      |
| Club Juan Aurich             | Perú | 1975-1976 |
| Club Atlético Chalaco        | Perú | 1976-1981 |